# Landgoed Princepeel
Princepeel is een landgoed nabij Mill en Wilbertoord dat is ontstaan als gevolg van ontginningsactiviteiten door de maatschappij van dezelfde naam. Het is gelegen in de Peel en behoort tot de gemeente Land van Cuijk.
Oorspronkelijk was dit het jachtgebied van de Heren van Cuijk en later van de Prinsen van Oranje, waardoor het gebied aan zijn naam kwam. Het behoorde tot de Domeinen van de Staat der Nederlanden. In 1850 werden 146 ha van het gebied gekocht door kapitaalbezitters uit Mill. In 1864 werden de overige 570 ha publiekelijk verkocht. Van 1888-1908 vonden ontginningswerkzaamheden plaats door de Maatschappij Princepeel, die vanaf 1887 onder leiding stond van Dominicus van Ophoven als opvolger van Nering Bögel en van Gerhard Gosen Geurt Canter Cremers. Zo ontstond een landgoed van 540 ha, dat gesierd werd door Huize Princepeel, een landhuis dat in 1870 was gebouwd. In 1871 kwam de grindweg Uden-Mill-Oeffelt gereed voor de aanvoer van kunstmest en de afvoer van landbouwproducten. 

In juni1899 was er in Breda het Nederlands Landhuishoudkundig congres, met daaraan verbonden een excursie naar Princepeel. Hierover is een verslag in de Provinciale Noordbrabantsche en 's Hertogenbossche courant verschenen dat een goed beeld geeft van de ontwikkeling:
De Maatschappij de Landbouwonderneming Princepeel werd in 1867 opgericht en had ten doel het ontginnen van veengronden onder de gemeente Mill. De eerste directeur, de heer Nering Bögel werd opgevolgd door den heer Canter Cremers, die op zijn buurt in 1887 opgevolgd werd door de huidige, de heer D. Van Ophoven. Het goed ligt ongeveer 18 m boven de Maas en helt van Zuid naar Noord, terwijl de afwatering geschiedt naar de Raam, een zijtakje van de Maas, waarin dit bij Grave uitmondt. De grootte bedraagt 570 ha , en bestaat uit 420 ha bouw- en 120 ha wei- en klaverland. De rest bestaat uit wegen, kanalen, sloten en beplantingen. De oorspronkelijk aanwezige veenlaag was 1 à 1,5 m dik. Hier en daar trof men boven op het veen 10 à 20 cm ijzeroer aan, dat nog hier en daar afgegraven en aan een daarvoor opzettelijk aangebrachte halte voor het vervoer per trein naar elders geladen wordt. Onder het veen bevindt zich fijnkorrelig, diluviaal zand en hieronder kiezel of grint. Men onderscheidt op het landgoed in hoofdzaak twee soorten veen, hier zwart- en grauwveen genoemd. Het zwarte veen is het vruchtbaarst. Het grauwe veen werd ontgonnen op nagenoeg dezelfde manier als waarop men in de Groninger veenkoloniën te werk gegaan is. Brede sloten werden parallel aan elkaar op afstanden van 25 à 30 m gegraven. Op de aldus ontstane dammen (de stroken tussen de sloten) werd het veen afgegraven als turf, zodat er boven het zand een 20 cm dikke veenlaag overbleef, die dan door diep ploegen in cultuur gebracht werd. De ontginning van het zwarte veen geschiedde volgens de damcultuur, systeem "Rimpau". Men steekt geen turf, maar overdekt het veen met het uit de sloten gekomen zand ter dikte van 10 à 12 cm, waarna dit niet door ploegen met het veen vermengd, maar bemest en bewerkt wordt zonder het veen te roeren. Sedert de heer Van Ophoven directeur is, doet men dit niet meer. De verbetering in de waterafvoer maakt de sloten overbodig, terwijl op vele plaatsen het veen met liet zand vermengd wordt. Vee wordt op het bedrijf niet gehouden. Men houdt alleen een dertigtal paarden voor het landwerk. In aansluiting daarmede geschiedt de bemesting alleen met hulpmest, terwijl ook in de laatste tijd de groenbemesting (lupine en serradelle) wordt toegepast. Men gebruikt jaarlijks ongeveer 180,000 kg thomasfosfaat, evenveel kaïniet en 15000 kg Chilisalpeter. De verbouwde gewassen zijn haver, rogge, gras, tarwe, koolzaad, aardappels, koolrapen, peen en zelfs suikerbieten. Verder dragen dit jaar 40 ha rode klaver en 30 ha lupinen en serradelle. Een proef met wintergerst mislukte. Dat de cultuur zeer intensief gedreven wordt blijkt voldoende als men de mestcijfers met het oppervlaktecijfer vergelijkt.
Het gebied bestaat voornamelijk uit landbouwontginning, maar er zijn ook kleine stukjes bos en er is parkaanleg rond het landhuis. Sinds de jaren '80 van de 20e eeuw kwam het landgoed in bezit van de familie Smits die er een akkerbouwbedrijf en een biologisch varkensbedrijf exploiteert, terwijl er ook een biogasvergister in bedrijf is.

## Golfbaan
In 2005 werden plannen bekendgemaakt om ter plaatse een 36 holesgolfbaan aan te leggen. Eind 2011 werd de daadwerkelijke aanleg tijdelijk  uitgesteld maar de Raad van State heeft inmiddels de bezwaren van omwonenden afgewezen. Sindsdien werd er niets meer omtrent een golfbaan vernomen. Blijkbaar is de aanleg van de golfbaan om onbekende redenen toch niet doorgegaan.